# Стяуа Рейнджерс
«Стяуа Рейнджерс» (рум. CSA Steaua Rangers) — хоккейный клуб из города Бухарест. Основан в 1951 году. Выступает в Румынской хоккейной лиге. Домашние матчи проводит на стадионе Михай Флармаропол. Самый титулованный клуб Румынии.

## История
Хоккейная команда была основана в 1951 году под названием «ОСО Бухарест» и существовала наряду с другими секциями (футбол, гандбол, баскетбол и т. п.). В 1961 году название было изменено на «ЦСА Стяуа». В последний раз клуб выиграл чемпионат в 2006 году, а кубок в 2008 году. В том же году команда присоединилась к MOL Лиге и заняла шестое место. В следующем сезоне из-за финансовых проблем «Рейнджерс» отказались от выступления в ней.

## Достижения
- Чемпионат Румынии по хоккею:
  - Победители (40) : 1953, 1955, 1956, 1958, 1959, 1961, 1962, 1964, 1965, 1966, 1967, 1969, 1970, 1974, 1975, 1977, 1978, 1980, 1982, 1983, 1984, 1985, 1986, 1987, 1988, 1989, 1990, 1991, 1992, 1993, 1994, 1995, 1996, 1998, 1999, 2001, 2002, 2003, 2005, 2006

- Кубок Румынии
  - Обладатель (33) : 1969, 1973, 1974, 1975, 1976, 1977, 1978, 1980, 1981, 1982, 1984, 1985, 1986, 1987, 1989, 1990-весна, 1990-осень, 1991, 1992, 1993, 1994, 1995, 1996, 1998-весна, 1998-осень, 1999, 2000, 2002, 2004, 2005, 2008, 2011-осень, 2012